# Elatostema mannii
Elatostema mannii es una especie de planta del género Elatostema, perteneciente a la familia Urticaceae.

## Taxonomía
Elatostema mannii fue descrita por Hugh Algernon Weddell en 1869.

## Distribución
Se encuentra en el territorio de Camerún, República del Congo, Nigeria e islas del golfo de Guinea.